# 二条寛斎
二条 寛斎（にじょう かんさい）は、江戸時代後期の人物。左大臣・二条斉敬の落胤とされる。徳大寺家の家司であったとする説もあるが不明。

## 概要
文久3年（1863年）7月27日に紫野大徳寺付近（北紫竹）で寛斎夫妻が殺害された。『七年史』や渋沢栄一は「二条殿」の落胤としている。中山忠能は日記に「白綸子小袖・紫指袴着用と云々、二条家に寛斎と云う人これあり。其者の男子と云々」と記しており、殺害されたのは寛斎の子としている。犯人は熊本藩士・上松巳八（友胤）ら数名とされる。
妾腹の子に奥村了寛がおり、奥村五百子は孫に当たるとされる。
後に二条孝光という人物が末裔を称した。